# Nalini Malani
 (juillet 2024).
Si vous disposez d'ouvrages ou d'articles de référence ou si vous connaissez des sites web de qualité traitant du thème abordé ici, merci de compléter l'article en donnant les références utiles à sa vérifiabilité et en les liant à la section « Notes et références ».
Nalini Malani, née en 1946 à Karachi, au Pakistan, est une artiste peintre indienne.
Elle vit et travaille à Bombay.

## Biographie
Nalini Malani est née à Karachi au Pakistan en 1946. Alors qu'elle est âgée d'à peine un an, elle et toute sa famille sont déplacées de Karachi vers Calcutta, laissant derrière eux tous leurs biens. En 1954, la famille est conduite à Bombay, où elle vit dans une des colonies construites pour les Sindis déplacés.
Durant sa jeunesse, Nalini Malani fait plusieurs voyages à l’étranger, notamment à Tokyo et à Paris. La culture japonaise et la section égyptienne du musée du Louvre font sur elle une impression durable. Tant et si bien qu'en 1964, elle installe son premier atelier au Bhulabhai Memorial Institute de Bombay, où artistes plasticiens, musiciens, danseurs et dramaturges travaillent individuellement et collectivement.
À cette même époque, elle fréquente la Sir Jamshedjee Jeejeebhoy School of Art de Bombay, une des premières écoles d’art créées par les Britanniques en Inde, où les étudiants sont formés à la tradition européenne de la peinture à l’huile. Elle en ressort diplômée en 1969 et reçoit par la suite une bourse du gouvernement français pour étudier les beaux-arts à Paris.
Depuis les années 1970, elle rend perceptible un point de vue résolument féministe dans un pays déchiré entre les effets du néo-colonialisme et l’idéalisme d’une démocratie sociale tiers-mondiste. L’Inde est de surcroît submergée par les changements politiques et économiques provoqués par la progression rapide de la mondialisation. En ayant recours à des personnages issus des mythes, des contes et des religions de diverses origines culturelles, tout en engageant une réflexion sur la guerre, le fanatisme orthodoxe, l’impact du capitalisme sauvage et la destruction de l’environnement, Nalini Malani décrit la place de la femme dans des scènes passées et futures.
En 1981, Nalini Malani  lance et organise, avec Vivan Sundaram (en), l’exposition retentissante intitulée Place for People. Le projet est mené par un collectif d’artistes qui souhaitent mettre l’accent sur le local et l’autochtone dans leur œuvre, par opposition au Bombay Progressive Group abstractionniste qui tient alors le haut du pavé. À cette époque, elle commence à se démarquer de la peinture en réalisant divers travaux scéniques.

### Prix et récompenses
En 2013, Malani sera récompensée par le prix de la culture asiatique de Fukuoka pour la catégorie Arts et la Culture. Elle remportera en 2019 le prix de la fondation Joan Miró.

## Œuvre
Le travail de Malani est influencé par ses expériences en tant que réfugiée lors de la partition de l'Inde.
Son point de vue est résolument urbain et international tout en condamnant le nationalisme cynique qui exploite les croyances des masses. Son art est un art de l'excès qui va au-delà des limites du récit légitimé, dépassant le dialogue conventionnel.
D'un point de vue formel, elle utilise la plupart du temps une technique de peinture sous verre et étend son emploi aux feuilles d’acrylique transparentes dans des peintures, elle travaille aussi les jeux d’ombre dans l’art de la vidéo. Parmi les caractéristiques de son travail on trouve un glissement progressif vers les nouveaux médias, la collaboration internationale et les dimensions grandissantes de la surface picturale dans l'espace environnant, mais aussi le dessin mural éphémère, l'installation, le théâtre d'ombres, la projection des œuvres multiples et le théâtre...
En 1992, elle réalise l’installation d’art éphémère City of Desires, en hommage aux fresques traditionnelles endommagées dans les temples d’Inde occidentale. À la fin du spectacle, l’œuvre est couverte de badigeon et devient ainsi sa première performance d’effacement.
En 1994, elle entame la série Mutant : des peintures sur carton à lait sur le thème de la femme désexualisée.
En 1996, elle réalise sa première animation vidéo intitulée Memory: Record/Erase dans le cadre de la production théâtrale pour laquelle elle travaille avec Anuradha Kapur : The Job or By The Sweat of Thy Brow Shalt Thou Fail to Earn Thy Bread, basée sur un récit de Bertolt Brecht.
En 1998, elle réalise sa première installation vidéo à plusieurs projecteurs, Remembering Toba Tek Singh, en protestation contre les essais nucléaires du gouvernement indien le jour de la naissance du Bouddha.
En 2001, elle expose sa première vidéo/théâtre d’ombres, Transgressions, à l’exposition Unpacking Europe au Museum Boijmans van Beuningen de Rotterdam. Elle sera achetée par le Stedelijk Museum d’Amsterdam.
En 2003, elle crée la vidéo Unity in Diversity en réaction contre le massacre de deux mille musulmans à Gujarat.
En 2009, pour son exposition solo à la galerie Lelong de Paris elle crée un polyptyque de trente panneaux ainsi qu’une nouvelle série de tondi analysant la violence et la destruction à l’échelle microscopique.
En 2010, elle crée l’affiche du tournoi de tennis open français de Roland-Garros.
En 2011, pour Paris-Delhi-Bombay..., au Centre Georges-Pompidou, elle produit Remembering Mad Meg. Elle déploie un système de vidéo/théâtre d’ombres dans lequel des projections traversent des cylindres rotatifs, transparents et peints au revers. L’atmosphère menaçante de cette spectaculaire fresque animée évoque les conflits religieux et politiques que subit la population indienne et dont les femmes sont les premières cibles, subissant sévices et viols.
En 2017, pour la première fois en France, une grande rétrospective de son travail est organisée par le centre Georges Pompidou. Sous le titre The Rebellion of Dead, Retrospective (1969 – 2018) l’exposition retrace en deux volets cinquante années de création. l'exposition se poursuit en Italie avec la collaboration du Castello di Rivoli.

### Collections publiques
- National Gallery of Modern Art, New Delhi
- National Gallery of Modern Art de Mumbai (en), Bombay
- Tata Institute of Fundamental Research, Mumbai
- Musée national d'Art moderne, Centre Pompidou, Paris
- Museum of Modern Art, New York
- Asia Society Museum, New York
- British Museum, Londres
- Hauser and Wirth, London
- Stedelijk Museum, Amsterdam
- Art Gallery of New South Wales, Sydney
- Queensland Art Gallery, Brisbane, Australie
- Art Gallery of Western Australia, Perth
- The Burger Collection, Hong Kong
- M+, Hong-Kong
- Fukuoka Asian Art Museum, Fukuoka
- Kawaguchi Museum, Saitama, Japon
- Peabody Essex Museum, Salem, États-Unis[3]
- Wilfredo Lam Center, La Havane

### Principales expositions

#### Expositions personnelles
- 2017 
  - People Come and Go, Galerie Lelong & Co., Paris
  - The Rebellion of Dead, Castello Di Rivoli, Italie
  - The Rebellion of Dead, Centre Georges Pompidou, Paris
  - Stedelijk Museum, Amsterdam
  - Princeton University Art Museum, New Jersey

- 2015
  - Galerie Lelong, Paris

- 2014
  - Kiran Nadar Museum of Art, New Delhi
  - Imperial War Museum North, Manchester
  - Engadiner Museum, St Moritz
  - Centre de la Gravure, la Louvière

- 2013
  - Galerie Lelong, New-York

- 2012
  - documenta 13, Cassel

- 2011
  - Paris, Dehli, Bombay, Centre Pompidou, Paris - FRANCE
  - Indian Highway IV,MAC Lyon - FRANCE

- 2010
  - Splitting the Other, musée cantonal des beaux-arts, Lausanne : première rétrospective dans un musée européen

- 2009	
  - Cassandra, galerie Lelong, Paris

- 2008	
  - Listening to the Shades, Arario Gallery, New York
- 2007	
  - Walsh Gallery, Chicago
  - Musée irlandais d'art moderne, Dublin : c'est sa première exposition solo dans un musée européen
- 2006	
  - Living in Alicetime, Sakshi Gallery, Bombay
  - Living in Alicetime, Rabindra Bhavan, New Delhi
  - A retrospective exhibition, Peabody Essex Museum, Salem : première rétrospective dans un musée américain
- 2004	
  - Stories Retold, Bose Pacia, New York
- 2002
  - Hamletmachine, New Museum of Contemporary Art, New York : c'est sa première exposition solo dans un musée américain.
  - Apeejay Media Gallery, New Delhi
- 2000	
  - The Sacred & The Profane, Sakshi Gallery, Bombay
- 1999	
  - Remembering Toba Tek Singh, Prince of Wales Museum, Bombay
- 1996 
  - Medea, Max Mueller Bhavan, Bombay
- 1992
  - City of Desires, Gallery Chemould, Bombay[3]

#### Expositions collectives
- 2015
  - Trio, Galerie Lelong, Paris avec Ana Mendieta et Nancy Spero[4]
- 2011
  - Paris-Delhi-Bombay, Centre national d'art et de culture Georges-Pompidou, Paris[réf. nécessaire][5][réf. à confirmer]
  - Indian Highway IV, MAC, Lyon
- 2007
  - 52e Biennale de Venise
- 2005
  - 51e Biennale de Venise